# Tlayehualco
Tlayehualco är en ort i Mexiko.   Den ligger i kommunen Teotlalco och delstaten Puebla, i den sydöstra delen av landet, 110 km söder om huvudstaden Mexico City. Tlayehualco ligger 1 010 meter över havet och antalet invånare är 111.
Terrängen runt Tlayehualco är platt åt nordost, men åt sydväst är den kuperad. Runt Tlayehualco är det ganska glesbefolkat, med 30 invånare per kvadratkilometer. Närmaste större samhälle är Axochiapan, 5,2 km öster om Tlayehualco. I omgivningarna runt Tlayehualco växer huvudsakligen savannskog.